# Areado (kommun)
Areado är en kommun i Brasilien.   Den ligger i delstaten Minas Gerais, i den sydöstra delen av landet, 600 km söder om huvudstaden Brasília. Antalet invånare är 13 729.
Följande samhällen finns i Areado:
- Areado

Omgivningarna runt Areado är huvudsakligen savann. Runt Areado är det ganska glesbefolkat, med 45 invånare per kvadratkilometer.